# Peregrino Tuc
Peregrino Tuc (in originale Peregrin Took e nella nuova traduzione italiana di Ottavio Fatica Peregrino Took), detto Pipino (Pippin in originale e nella nuova traduzione in italiano), è un personaggio di Arda, l'universo immaginario fantasy creato dallo scrittore inglese J. R. R. Tolkien. È uno dei protagonisti del famoso romanzo Il Signore degli Anelli.

## Storia
Pippin è uno Hobbit ed è uno tra i migliori amici di Frodo Baggins, oltre ad essere suo cugino, che lo accompagnerà, assieme all'inseparabile amico e cugino Meriadoc Brandibuck, nel suo lungo cammino verso il Monte Fato, entrando a far parte dei nove della Compagnia dell'Anello.

### Il viaggio e la cattura
Pippin è, insieme a Sam e Merry, uno degli Hobbit che accompagna Frodo fin dall'inizio, partecipando anche al tragitto tra Hobbiville e il guado del Brandivino, viaggio nel quale i tre compagni incontrano un gruppo di Elfi e per la prima volta vedono i Cavalieri neri. Successivamente a Pippin, Merry, Sam e Frodo si affiancano anche i restanti membri della Compagnia dell'Anello. È lui che nelle miniere di Moria fa cadere accidentalmente un sasso in un pozzo segnalando involontariamente agli Orchi e al Balrog la presenza di estranei. Quando la Compagnia si scioglie, viene fatto prigioniero, insieme a Merry dagli Uruk-hai di Saruman, ed assiste alla morte di Boromir che aveva cercato di salvarli.

### La fuga e gli Ent
Durante la marcia come prigioniero degli Orchi riesce a far cadere la sua spilla fornendo ad Aragorn, Gimli e Legolas la prova che i due hobbit sono vivi. Insieme a Merry riesce a fuggire quando Éomer con i suoi cavalieri circonda il gruppo di Uruk-hai. I due si addentrano nella foresta di Fangorn dove incontrano Barbalbero che, in principio li scambia per piccoli Orchi, ma in seguito li aiuta e protegge. Partecipano quindi all'Entaconsulta dove presenziano alla decisione degli Ent di attaccare Isengard. Dopo la distruzione della piazzaforte di Saruman, attendono l'arrivo di re Théoden e di parte della Compagnia dell'Anello.

### Il Palantír e l'arrivo a Gondor
Durante il dialogo tra Gandalf e Saruman, Grima Vermilinguo getta il Palantír della torre di Orthanc verso il gruppo in cui si trova Pippin. È proprio lui a raccoglierlo e gettandogli un veloce sguardo ne resta turbato, nonostante Gandalf glielo tolga prontamente.
La notte successiva Pippin "ruba" il Palantír allo stregone, sostituendolo sotto il suo braccio con una pietra tonda; guardando all'interno della sfera, lo Hobbit resta soggiogato da Sauron, che era in contatto grazie al Palantír che in origine si trovava a Minas Ithil. La forza di volontà dello Hobbit riesce ad evitare che senza volere riferisca importanti informazioni a Sauron; Gandalf gli riesce a strappare per tempo la pietra consegnandola ad Aragorn. Il giorno dopo Pippin è costretto a partire con lo stregone per Minas Tirith, affinché si allontani dalla tentazione di guardare di nuovo nella sfera.
Arrivato nella città Pippin è presentato a Denethor, sovrintendente di Gondor; preso da un momento di rimorso per essere stato in parte causa della morte di Boromir, figlio di Denethor, presta giuramento al sire della città ed entra in servizio nella Cittadella.

### La guerra e il viaggio al Morannon
Durante l'assedio di Gondor, Pippin deve vegliare Faramir, gravemente ferito; resosi conto della pazzia che sta investando sire Denethor, corre a chiamare Gandalf che dirige le difese della città. Assiste così al suicidio di Denethor. Dopo la fine della battaglia, scende nelle ultime cerchie della città per cercare Merry che aveva combattuto tra le schiere di Rohan. Quando i capi delle forze del Bene decidono di marciare verso i cancelli del Morannon, Pippin entra a far parte della spedizione. Arrivato davanti all'ingresso della fortezza di Sauron, è lui che grida di orrore quando la Bocca di Sauron mostra la cotta di Mithril di Frodo. Durante la battaglia che ne segue riesce ad uccidere il capitano dei Troll di Mordor.

### Il ritorno a casa
Dopo il matrimonio di Aragorn ed Arwen e dopo i funerali di Théoden i quattro Hobbit tornano alla Contea, che trovano invasa da uomini comandati da Saruman. Pippin è uno dei più spavaldi tra coloro che vogliono la rivolta. Corre a Tucboro per cercare rinforzi tra i suoi parenti Tuc (la famiglia più "di rango" nella Contea). Nella decisiva battaglia è tra coloro che combattono in prima linea, anche perché la bevanda che avevano bevuto lui e Merry durante la loro permanenza presso gli Ent li aveva fatti crescere notevolmente, facendoli raggiungere dimensioni eccezionali per uno Hobbit.

## Adattamenti
Nella trilogia cinematografica diretta da Peter Jackson, Pipino è stato interpretato dall'attore scozzese Billy Boyd.